# Australia ai IV Giochi olimpici invernali
L'Australia partecipò ai IV Giochi olimpici invernali, svoltisi a Garmisch-Partenkirchen, Germania, dal 6 al 16 febbraio 1936, con una delegazione di 1 atleta impegnato in una disciplina.